# Герб Васильківського району (Київська область)
Герб Василькі́вського райо́ну — офіційний символ Васильківського району, затверджений 29 липня 2003 року рішенням № 97-8-XXIV сесії Васильківської районної ради.

## Опис
У щиті, перетятому червоним і зеленим, зображено вузький пурпуровий стінозубчастий зверху пояс. У першій частині розміщена золота церква на зеленому пагорбі. У другій частині знаходиться золотий плуг та срібна шабля, покладені в косий хрест.